# 郭俊秀
郭俊秀（1942年3月—2004年6月12日），山东莱芜人。1966年4月加入中国共产党。
1968年8月大学毕业后分配到湖南长沙国营770厂工作，先后担任车间副指导员、党支部副书记、组织干事，组织科副科长，厂办公室副主任、主任，厂党委副书记、书记。1990年9月，调中共长沙市委工作，历任市委副书记、市委副书记兼市人大常委会主任。1995年2月，任湖南省人大常委会党组成员、秘书长、办公厅党组书记。1998年1月，当选为湖南省人大常委会副主任。
2004年6月12日，在长沙逝世。